# Раздол
Ра̀здол е село в Югозападна България, община Струмяни, област Благоевград.

## Население

### Етнически състав
Преброяване на населението през 2011 г.
Численост и дял на етническите групи според преброяването на населението през 2011 г.:
|                     | Численост |
| Общо                | 226       |
| Българи             | 153       |
| Турци               | -         |
| Цигани              | 4         |
| Други               | -         |
| Не се самоопределят | -         |
| Неотговорили        | 64        |

## География
Село Раздол се намира на около 44 km юг-югозападно от областния център Благоевград, около 16 km западно от общинския център Струмяни и около 23 km запад-северозападно от град Сандански, в историко-географската област Каршияка. Разположено е в южните разклонения на Малешевска планина, по долинните склонове на течащата към селото от север и изтичаща от него на югозапад Раздолска река, която влива водите си последователно в Добрилашка река, река Лебница и река Струма – чийто десен приток е Лебница. Надморската височина в центъра на селото е около 1015 – 1020 m, около 1030 m при църквата и нараства до около 1080 – 1090 m по слизащите към селото от северозапад и североизток била на ридове и до около 1050 m – на юг.
През Раздол минава третокласният републикански път III-1008, идващ от изток от село Струмяни през село Микрево – с отклонения към селата Цапарево и Горна Рибница, и водещ на запад до село Клепало.
Землището на село Раздол граничи със землищата на: село Горна Рибница на север и североизток; село Цапарево на изток; село Добри лаки на юг; село Клепало на запад.
В землището на село Раздол има микроязовир.
Населението на село Раздол, наброявало 532 души при преброяването към 1934 г. и 748 към 1965 г., намалява до 154 (по текущата демографска статистика за населението) към 2020 г.
При преброяването на населението към 1 февруари 2011 г., от обща численост 226 лица, за 153 лица е посочена принадлежност към „българска“ етническа група, за 4 – към „ромска“, за 64 „не отговорили“, а за „турска“, „други“ и „не се самоопределят“ не са посочени данни.

## История
През XIX век Раздол е малко, чисто българско село, числящо се първоначално към Мелнишката казà, а след 1878 г. към Петричката казà на Серския санджак.
В „Етнография на вилаетите Адрианопол, Монастир и Салоника“, издадена в Константинопол в 1878 година и отразяваща статистиката на населението от 1873 г., Раздол (Razdol) е посочено като село с 30 домакинства и 100 жители българи.
Съгласно известната статистика на Васил Кънчов („Македония. Етнография и статистика“) към 1900 г. в селото живеят 168 души българи християни.
Във спомените си войводата от ВМОРО Христо Куслев споменава, че създава революционни комитети в Раздол и околните села.
Според статистиката на секретаря на Българската екзархия Димитър Мишев („La Macédoine et sa Population Chrétienne“) в 1905 г. християнското население на селото се състои от 216 българи екзархисти.
Църквата „Възнесение Господне“ („Свети Спас“) е от 1913 г.
На 15 септември 1958 г. по инициатива на Окръжния народен съвет – Благоевград е открит дом с наименование „Дом за девойки с душевни недъзи“ – село Раздол. След промени през следващите години на организацията и наименованието, домът функционира към 2022 г. като „Дом за пълнолетни лица с психични разстройства – село Раздол“.

## Обществени институции
Село Раздол към 2022 г. е център на кметство Раздол.
В село Раздол към 2022 г. има:
- православна църква „Възнесение Господне“ („Свети Спас“);
- пощенска станция.[15]